# Stazione di Grindelwald Grund
La stazione di Grindelwald Grund è una stazione ferroviaria ubicata a Grindelwald, nella località di Grund, lungo la ferrovia Wengernalpbahn.

## Storia
La stazione venne inaugurata il 20 giugno 1893 contestualmente all'apertura del tratto di ferrovia da Kleine Scheidegg a Grindelwald.

## Struttura e impianti
La stazione dispone di un fabbricato viaggiatori che ospita i servizi per i passeggeri quali biglietteria, sala d'attesa e bar. Il piano binario è composto da tre binari per il servizio viaggiatori: essendo una stazione di testa, i treni invertono il loro senso di marcia per percorrere il resto del percorso. Alle estremità della stazione, sia in uscita che in entrata, sono presenti rispettivamente un'officina e un deposito.

## Movimento
Tutti i treni effettuano fermata a Grindelwald Grund con frequenza semioraria in entrambe le direzioni, con destinazioni Kleine Scheidegg e Grindelwald.

## Servizi
- Bar
- Biglietteria a sportello
- Biglietteria automatica
- Sala d'attesa
- Servizi igienici

## Interscambio
Dalla stazione è possibile effettuare l'interscambio con la Cabinovia Grindelwald-Männlichen. È inoltre presente un parcheggio.